# Limpa-folha-riscado
O Limpa-folha-riscado (Hyloctistes subulatus) é uma espécie de ave da família Furnariidae. É a única espécie do género Hyloctistes.
Pode ser encontrada nos seguintes países: Bolívia, Brasil, Colômbia, Costa Rica, Equador, Nicarágua, Panamá, Peru e Venezuela.
Os seus habitats naturais são: florestas subtropicais ou tropicais húmidas de baixa altitude e regiões subtropicais ou tropicais húmidas de alta altitude.